# پریلی
پریلی (به لاتین: Preiļi) در لتونی با جمعیت ۸٬۶۰۵ نفر است که در شهرداری پریلی واقع شده‌است.